# Olga Kabo
Pour les articles homonymes, voir Kabo.
Olga Igorevna Kabo (en russe : О́льга И́горевна Кабо́), née le 28 janvier 1968 à Moscou, est une actrice russe. 

## Biographie
Olga Kabo naît le 28 janvier 1968 dans la famille ingeneurs. En 1983, alors qu'elle est encore écolière, elle fait ses débuts au cinéma en incarnant une domestique dans le téléfilm Anna Pavlova d'Emil Loteanu. À 15 ans, elle tient le rôle principal dans Et tout se répétera… de Yaroslav Lupii. Après la quatrième, Kabo intègre l'école de théâtre Chtchoukine, spécialisée dans le théâtre et la littérature, dont elle sort diplômée en 1985. Elle poursuit ses études au VGIK dans la classe de Sergueï Bondartchouk et en sort diplômée en 1989.
De 1992 à 1994, elle travaille au Théâtre d'Opéra Contemporain sous la direction d'Alexei Rybnikov. En 994, elle interprète le rôle de Conchita dans l'opéra rock Junona et Avos, que Rybnikov a mis en scène à Séoul. De 1992 à 2002, il a joué au Théâtre académique central de l'Armée russe. Depuis 2002, elle est l'une des actrices principales du théâtre Mossovet.
Elle est nommée artiste émérite de la Fédération de Russie en 2002.

## Filmographie partielle
- 1983 : Anna Pavlova (Анна Павлова) de Emil Loteanu : domestique
- 1986 : Lermontov (Лермонтов) de Nikolaï Bourliaïev : demoiselle d'honneur
- 1987 : Où se trouve nofelet ?
- 1991 : Tchioknoutye (Чокнутые) de Alla Sourikova : Machenka
- 1996 : La Reine Margot (Королева Марго, Koroleva Margo) d'Alexandre Mouratov (ru) : Marie Touchet
- 2011 : La Bataille de Varsovie, 1920 de Jerzy Hoffman : Sofia Nikolaevna